# Очарованный принц
«Очарованный принц» — вторая часть дилогии Леонида Соловьёва «Повесть о Ходже Насреддине», написанная около 1950 года. Впервые опубликована в 1956 году, а в 1958 году дилогия была опубликована в одной книге, под общим названием «Повесть о Ходже Насреддине». Выдержала множество переизданий, переведена на многие языки мира.
В 2013 году «Повесть о Ходже Насреддине» была включена в список «100 книг», рекомендованный Министерством образования и науки Российской Федерации школьникам для самостоятельного чтения.

## Персонажи
- Ходжа Насреддин — бродяга, поэт, философ, защитник обездоленных, враг угнетателей.
- Гюльджан — любимая жена Насреддина.
- Мудрый старец, называющий себя членом братства «Молчащих и Постигающих Дервишей».
- Багдадский вор, он же «Очарованный принц» в человеческом облике.
- Ишак — верный и незаменимый спутник Ходжи Насреддина, он же «Очарованный принц» в животном облике.
- Хранитель гробницы Турахона — старик с добрым сердцем, готовый «творить чудеса своими руками».
- Хан — правитель города Коканда.
- Камильбек — начальник городской стражи в Коканде.
- Рахимбай — кокандский купец и меняла.
- Арзи-биби — жена Рахимбая, тайная возлюбленная Камильбека.
- Агабек — хозяин горного озера.
- Зульфия и Саид — влюблённые из селения Чорак.

## Сюжет
События второй книги начинаются несколько лет спустя после приключений, описанных в первой книге. Ходжа Насреддин живёт в Ходженте под чужим именем, с женой и семью сыновьями, но мечтает ещё хоть раз побродить по свету. Престарелый дервиш-философ узнаёт его и умоляет помочь исправить совершённый некогда дервишем непростительный грех — он проиграл в кости горное озеро близ Ферганы свирепому кровопийце Агабеку, и тот теперь жестоко угнетает соседних крестьян, нуждающихся в воде. Данный дервишем обет разрешает ему разговаривать лишь два дня в году, и за философскими рассуждениями он не успел указать Насреддину точное местоположение озера. Тем не менее, Насреддин, не колеблясь, отправляет Гюльджан с детьми в Бухару к отцу и пускается в путь на верном ишаке.
Вскоре его компаньоном становится одноглазый вор, которого, как и дервиша, мучает совесть. Пять лет тому назад он разграбил в Коканде подарки, традиционно выставляемые детям перед праздником в честь местного праведника Турахона. Дух Турахона явился к вору во сне и проклял его; с тех пор душа его не знает покоя. Проклятье Турахона вынуждает вора совершать кражи против его воли, и если он пытается не воровать, то начинает испытывать жесточайшие мучения. Вор заклинает Насреддина помочь ему заслужить прощение.
Прибыв в Коканд как раз в канун праздника Турахона, путники стали свидетелем того, как бессовестный меняла Рахимбай обманул и ограбил нищую вдову, мать троих детей, которая хотела продать последние оставшиеся ценности. Насреддин даёт себе клятву наказать подлеца и вернуть вдове её деньги. Вор, как и в прежние годы, сажает черенок розы у гробницы Турахона и заклинает дух праведника дать ростку расцвести в знак прощения. До сих пор посаженные им кустики неизменно засыхали.
После серии приключений компаньоны становятся обладателями десяти тысяч таньга, которые потратили на праздничные подарки кокандским детям, из них три тысячи и богатые дары достались сыновьям бедной вдовы. Перед отъездом компаньоны навещают гробницу Турахона и потрясены видом роскошного розового куста; счастливый вор возносит благодарственную молитву Турахону. Насреддин понял, что «чудо» сотворил добрый старый хранитель гробницы; в разговоре с ним он узнаёт наконец, как найти Агабека.
Несколько дней спустя друзья достигли цели — горного посёлка Чорак, вотчины негодяя Агабека. Там они узнают, что за весенний полив хозяин озера потребовал себе в жёны юную красавицу Зульфию, возлюбленную Саида, или четыре тысячи таньга. Насреддин посылает одноглазого обратно в Коканд, приказав раздобыть эту сумму, но без воровства. Не без труда, одноглазый находит выход: он забирается к Рахимбаю и уносит присвоенные жирным менялой драгоценности вдовы, а заодно халат и саблю Камильбека, некстати посетившего жену купца. Драгоценности бывший вор подкладывает в сад отца Зульфии, чтобы тот быстро обнаружил этот «клад». Девушка спасена, крестьяне получили воду, чудесное спасение крестьяне приписали Турахону, а бывший вор совершил тем самым ещё один подвиг во имя Турахона.
Насреддин выигрывает в шахматы у Агабека 750 таньга, тот назначает его хранителем озера, рассчитывая через месяц выгнать его и оставить залог в виде 750 таньга себе. Новый хранитель озера каждый день покупает по корзине лепёшек и абрикосов, которых хватило бы на четверых едоков. Проходивший пастух замечает, как хранитель озера с поклонами кормит лепёшками и абрикосами своего ишака, называя его "блистательным" и "царственнородным". Слух подтверждается и доходит до Агабека, Ходжа Насреддин даёт ему застать себя с поличным.  После возвращения вора наступает время решающего спектакля — Агабек выслушивает сказку о заколдованном принце, превращённом в ишака, для убедительности ему после колдовских манипуляций показывают вора в драгоценном халате Камильбека. Лжепринц предлагает Агабеку должность визиря и главного хранителя египетской казны, тот в предвкушении такой карьеры меняет доходное озеро вместе с домом на ишака и покидает Чорак вместе с «принцем». Насреддин передаёт озеро общине в коллективное пользование, обменяв его на воробья, который одинаково принадлежал «всем сообща и никому в отдельности» жителям.
В этом месте автор поместил небольшой вставной рассказ о детстве Насреддина.
Усадьбу Агабека Насреддин передал Саиду и Зульфии как свадебный подарок. Вернувшись в Коканд, он выручает ишака и возвращает вдове её драгоценности. Агабека местные стражи закона за странные речи об ишаках и принцах избили, ограбили и посадили пожизненно в подземную тюрьму. Бывший вор поселился при усыпальнице Турахона, а Ходжа Насреддин вернулся к семье. Жена ругает его за то, что он за столько времени так и не починил старый забор. Дервиш, как оказалось, уже скончался, но, ко всеобщему удивлению, с радостным лицом, зная, что его прегрешение исправлено.

## История создания
В 1940-е годы Л. В. Соловьёв стал известным писателем, автором вошедшего в классику «Возмутителя спокойствия». В соавторстве с В. С. Витковичем им написаны сценарии кинофильмов «Насреддин в Бухаре» (1943) и «Похождения Насреддина» (1946).
В сентябре 1946 года Соловьёва арестовали по обвинению в «подготовке террористического акта» и десять месяцев держали в предварительном заключении. В качестве основания для ареста следствие предъявило показания ранее арестованной в 1944 году «антисоветской группы писателей» — Сергея Бондарина, Семёна (Авраама) Гехта и Л. Н. Улина, которые признали наличие у знакомого им Л. В. Соловьёва «террористических настроений» против Сталина. В деле содержатся примеры антисоветских высказываний писателя: колхозы себя не оправдали, литература деградирует, произошёл застой творческой мысли.
Приговор Особого совещания МГБ от 9 июня 1947 года гласил: «За антисоветскую агитацию и террористические высказывания заключить в исправительно-трудовой лагерь сроком на десять лет». Отправили писателя в Дубровлаг (Мордовия), где в виде исключения ему разрешили заниматься литературным творчеством. Родителям и сестре Зинаиде он писал в мае 1948 года, что присылать ему ничего не надо, кроме бумаги: «Я должен быть дервишем — ничего лишнего… Вот куда, оказывается, надо мне спасаться, чтобы хорошо работать — в лагерь!.. Никаких соблазнов, и жизнь, располагающая к мудрости. Сам иногда улыбаюсь этому». 
Повесть «Очарованный принц» была написана в сталинском лагере, на основе сценария фильма «Похождения Насреддина» (1946 год), и закончена к концу 1950 года. «Очарованный принц» сильно отличается от первой книги, он написан в ином — философском, сдержанно-грустном стиле.
После смерти Сталина (1953 год) родственники через влиятельного писателя и депутата А. А. Фадеева ходатайствовали о смягчении участи Соловьёва. Вышел он на свободу по амнистии в июне 1954 года, проведя в лагерях восемь лет. Поселился в Ленинграде, друзья помогли ему опубликовать в «Лениздате» полную дилогию «Повесть о Ходже Насреддине» (обе книги, 1956 год). Книга имела огромный успех.

## Экранизации
- 1959 год: по мотивам книги был снят фильм «Насреддин в Ходженте, или Очарованный принц» (Таджикфильм).
- 1982 год: появилась ещё одна, на этот раз полноценная трёхсерийная экранизация под названием «Гляди веселей» (также Таджикфильм).